# Ponte San Pietro
Ponte San Pietro [ˈponte samˈpjɛːtɾo] (Pùt San Piero o Pùt San Peder [ˈput sam/pusːam piero/pedɛɾ] in dialetto bergamasco) è un comune italiano di 11 911 abitanti della provincia di Bergamo in Lombardia.

## Geografia fisica
Ponte San Pietro sorge sulle rive del fiume Brembo, che divide il paese in due zone ben distinte.
Distante circa 7 chilometri a ovest dal capoluogo orobico, viene considerato il primo paese provenendo da Bergamo dell'area chiamata Isola, zona geografica comprendente 21 comuni e delimitata dalle acque dei due principali fiumi, Adda e Brembo, e dalla netta divisione delle valli e montagne orobiche antistanti. Il comune confina a nord con Brembate di Sopra e Valbrembo, a sud con Presezzo e Bonate Sopra, a ovest con Mapello e di nuovo Presezzo e a est con Curno e Mozzo.

## Storia

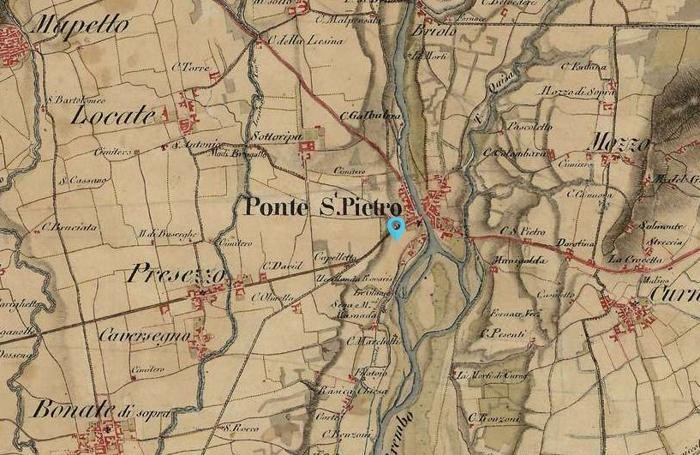
Ponte San Pietro e dintorni nel 1820

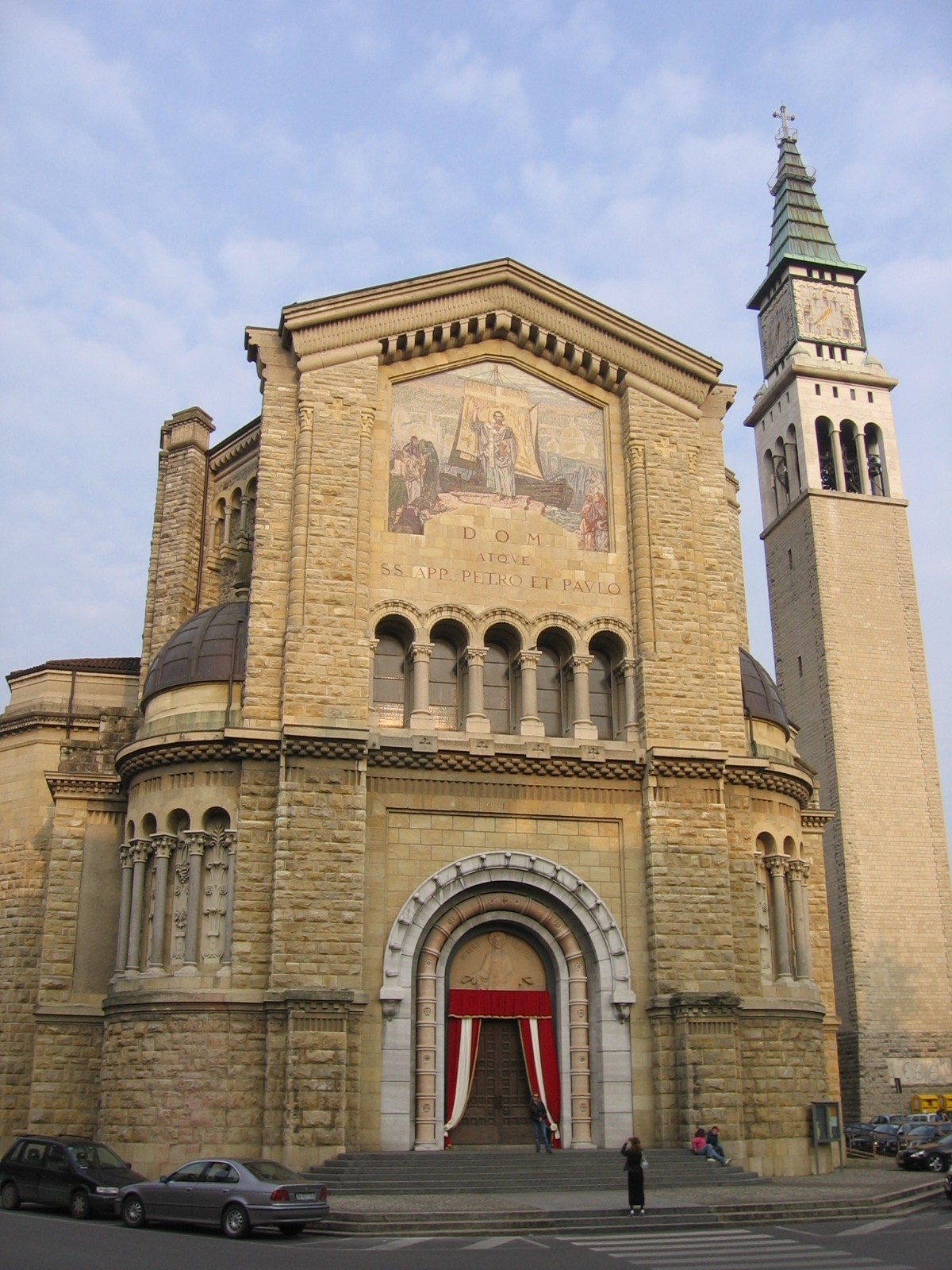
Parrocchiale dei Santi Pietro e Paolo, anche detta "chiesa nuova"

Si ritiene che il nome prenda origine dalla presenza di un piccolo ponte sul Brembo e dell'annessa piccola chiesa dedicata a san Pietro nell'881, tramite una scrittura notarile riportante "Basilica Sancti Petri sita ad pontem Brembi".
Ponte San Pietro, sin dalle origini, restava comunque una zona di passaggio in un punto del letto del Brembo difficile da attraversare in barca: pertanto solo 200 anni dopo incominciarono i primi insediamenti da una parte del fiume (S. Petri de là) all'altra (S. Petri de za).
“Manfredino De' Melioratis”, negli ultimi anni del XIII secolo, costruì un castello nel centro storico, insediamento poi distrutto dai veneziani agli inizi del Settecento. Parte dei materiali demoliti furono riutilizzati per erigere la primissima chiesetta campestre, quella che dal popolo sarà sempre ricordata come "chiesa vecchia". Il verbale per la costruzione della chiesa sussidiaria, dedicata a san Pietro, venne approvato nel 1708 e i lavori iniziarono nello stesso anno, per terminare poi nel 1722.
Questa chiesa ha permesso di ricostruire alcune vicende storiche del paese, avendo conservato per secoli alcuni scritti e sepolture soprattutto nel periodo della peste.
Sempre nel Settecento a Sottoriva di Locate, contrada di Locate, fu eretta la villa Mapelli Mozzi, una residenza di stile neoclassico molto simile alla più famosa Villa Reale di Monza; venne ampliata nella sua nuova forma (il cantiere per la costruzione era pienamente attivo e perciò il progetto completamente definito) nel 1773 (il Conte Enrico Mozzi "alzava"), antecedentemente, quindi, alla Villa Reale di Monza, che fu progettata nel 1777. All'interno si possono ammirare decorazioni ad affresco di Vincenzo Angelo Orelli, ad esempio l'Homo faber suae fortunae, e di Paolo Vincenzo Bonomini.
Nel corso dell'Ottocento avvenne la costruzione di alcune opere pubbliche. Nel 1809, a seguito di un decreto reale emanato nel 1806, venne costruito il cimitero pubblico fuori dalle zone cittadine (nella zona adiacente alla stazione). Nel 1864, a seguito della costruzione della ferrovia, il cimitero venne spostato nella sua posizione attuale. A partire dal 1825 venne invece richiesta una restaurazione del ponte cittadino. Solo nel 1834 venne approvata la costruzione di un nuovo ponte sul fiume Brembo, ma in quel momento nessuna offerta fu presentata per ottenere l'incarico dei lavori. Il contratto definitivo fu stipulato nel 1835 e i lavori iniziarono l'anno seguente, per terminare nel 1837.
Nel 1930 vennero costruiti il parco delle Rimembranze e il Famedio, il monumento dedicato ai caduti. Nel 1934 fu invece completata, in un altro punto del paese, la nuova chiesa dedicata ai santi Pietro e Paolo.
Tale chiesa si differenzia da quella vecchia soprattutto per le dimensioni e per il campanile molto alto (la cui costruzione avvenne tra il 1955 e il 1957), che divenne in quel periodo il centro di incontro cristiano sia per la popolazione del posto, sia per tutta l'Isola bergamasca.
Sia nella prima sia nella seconda guerra mondiale, Ponte San Pietro fu spesso bombardata a causa dei suoi ponti (ferroviari e stradali) che permettevano l'approvvigionamento di materiale bellico tra Bergamo e Milano. I ponti vennero danneggiati da una serie di incursioni (nel novembre 1944 venne danneggiato il ponte stradale, mentre il 1º gennaio 1945 venne gravemente danneggiata un'arcata del ponte ferroviario) e gran parte del territorio circostante fu devastato delle bombe lanciate dagli aerei.
Dal 28 aprile 1916 era la sede della 1ª Sezione della 37ª Squadriglia che vi rimane fino al 25 agosto 1917 e dal 26 ottobre 1917 era il campo volo di una Sezione della 122ª Squadriglia fino al 30 novembre 1918.
Il 31 ottobre 1918 vi nasce la 65ª Squadriglia restando fino al 15 febbraio 1919. Durante la seconda guerra mondiale, il primo bombardamento avvenne nel luglio del 1944 mentre un secondo avvenne in ottobre e fu più letale, in quanto distrusse un gran numero di edifici cittadini. L'ultima incursione aerea avvenne il 22 aprile 1945, a pochi giorni dalla fine del conflitto bellico in territorio italiano.
Nella notte di Natale del 2009, a causa di un malfunzionamento, la diga sul fiume Brembo fu travolta e distrutta dall'acqua per cui venne in seguito sostituita da una nuova, con un meccanismo completamente diverso.

### Simboli
Lo stemma è stato riconosciuto con D.P.C.M. del 26 agosto 1960.
Lo stemma rappresenta l'antico ponte a due arcate che attraversa il Brembo sostenente al centro una torre.
Il gonfalone, concesso con D.P.R. del 15 ottobre 1960, è un drappo di azzurro.

## Società

### Evoluzione demografica
Abitanti censiti

Al 31 dicembre 2024, la popolazione residente è di 11.931 abitanti.

### Etnie e minoranze straniere
Secondo i dati ISTAT al 31 dicembre 2010 la popolazione straniera residente era di 1.996 persone, pari al 17,3% della popolazione. Al 31 dicembre 2019, la popolazione straniera residente contava 2.008 persone. Le nazionalità maggiormente rappresentate in base alla loro percentuale sul totale della popolazione residente erano:
- Senegal 273 2,38%
- Marocco 249 2,18%
- Nigeria 202 1,76%
- Cina 173 1,51%
- Romania 163 1,42%
- Albania 133 1,16%

## Geografia antropica

### Quartieri

#### Clinica
Quartiere piccolo locato alla periferia ovest del paese. All'interno di esso è presente la Clinica di Ponte San Pietro costruita nel 1963.

#### Briolo
Localizzato nella parte nord-est del paese, fino all'anno 2004 contava una popolazione di circa 1000 persone ed era separato dal paese da una piccola area verde incolta. Da questo periodo il parco è stato sostituito per intero con nuove costruzioni che hanno elevato il numero di abitanti del quartiere a circa 2000 persone. Sul suo territorio si contano due piccole chiese con due storie completamente differenti. San Marco, la più piccola, era in origine una piccola cappella immersa nei campi nella quale, in tempi antichi, venivano sepolte le vittime delle grandi infezioni di peste. Gran parte degli affreschi di questa cappella sono dedicati al tema della danza macabra. Dagli anni ottanta questa è stata recuperata dal locale distaccamento del Corpo Alpini, che effettuandone una ristrutturazione e un ampliamento, l'hanno resa alla comunità come una vera e propria casa di culto. Il 25 aprile di ogni anno, festa del patrono a cui è dedicata, viene effettuata una celebrazione alla presenza dei rappresentanti degli alpini ormai indissolubilmente legati a questo luogo di culto. La seconda chiesa, offerta al culto di San Michele Arcangelo, si trova incastonata nel più vecchio casolare di Briolo, il quale risale ai primi dell'Ottocento, quando tutto il quartiere non era che una grande distesa di campi. La celebrazione del patrono in questa chiesa, il 29 settembre, è il fulcro di due settimane di feste che si svolgono per le vie del quartiere, coinvolgendo tutti i suoi abitanti. Briolo è confinante a nord col comune di Valbrembo, a ovest, separato dal fiume Brembo, col comune di Brembate di Sopra e a est con il comune di Mozzo.

#### Villaggio (di) Santa Maria
Avrebbe dovuto essere un villaggio operaio, per le maestranze operanti nel settore meccanico aerospaziale sorto a opera di Giovanni Battista Caproni (all'inizio era chiamato proprio "villaggio caproni") a partire dalla fine degli anni '30. Il nome viene cambiato in quello attuale nel 1957.
Il nucleo originario del quartiere sorge tra le Vie degli Orti e XXV Aprile a est, Via XI Febbraio a nord, Via Colleoni a ovest e Via Adda a sud. 
La costruzione dell'abitato si interruppe nel 1944 circa, a causa del sopraggiunto fallimento dell'azienda. 
Questo tipo di modello social-imprenditoriale non era certo una novità all'epoca, dato che per tutto l'inizio del novecento e anche la fine dell'Ottocento possiamo ritrovare migliaia di esempi similari.
Mantiene ancor oggi le sue viuzze strette e perpendicolari, con villette a schiera identiche fra loro (anche se oggi questa caratteristica si è un po' persa a causa dei lavori privati di ampliamento).
Il luogo cominciò effettivamente ad essere abitato dalla fine degli anni quaranta, periodo in cui la caproni cominciò a vendere le abitazioni non ultimate. 
Fino all'inizio degli anni '60 la parte sud della frazione Villaggio era compresa nel comune di Presezzo.

### Frazioni

#### Locate Bergamasco
In origine Locate era stato dichiarato comune della provincia di Bergamo. Il suo territorio comprendeva i territori di Sottoriva e le aree circostanti l'ospedale (comunemente chiamato "clinica"). Anche la stazione ferroviaria faceva parte del territorio di Locate. Nel 1863 prese il nome di Locate Bergamasco. Nel 1927 Locate Bergamasco con tutti i suoi territori venne accorpato al comune di Ponte San Pietro.

## Economia

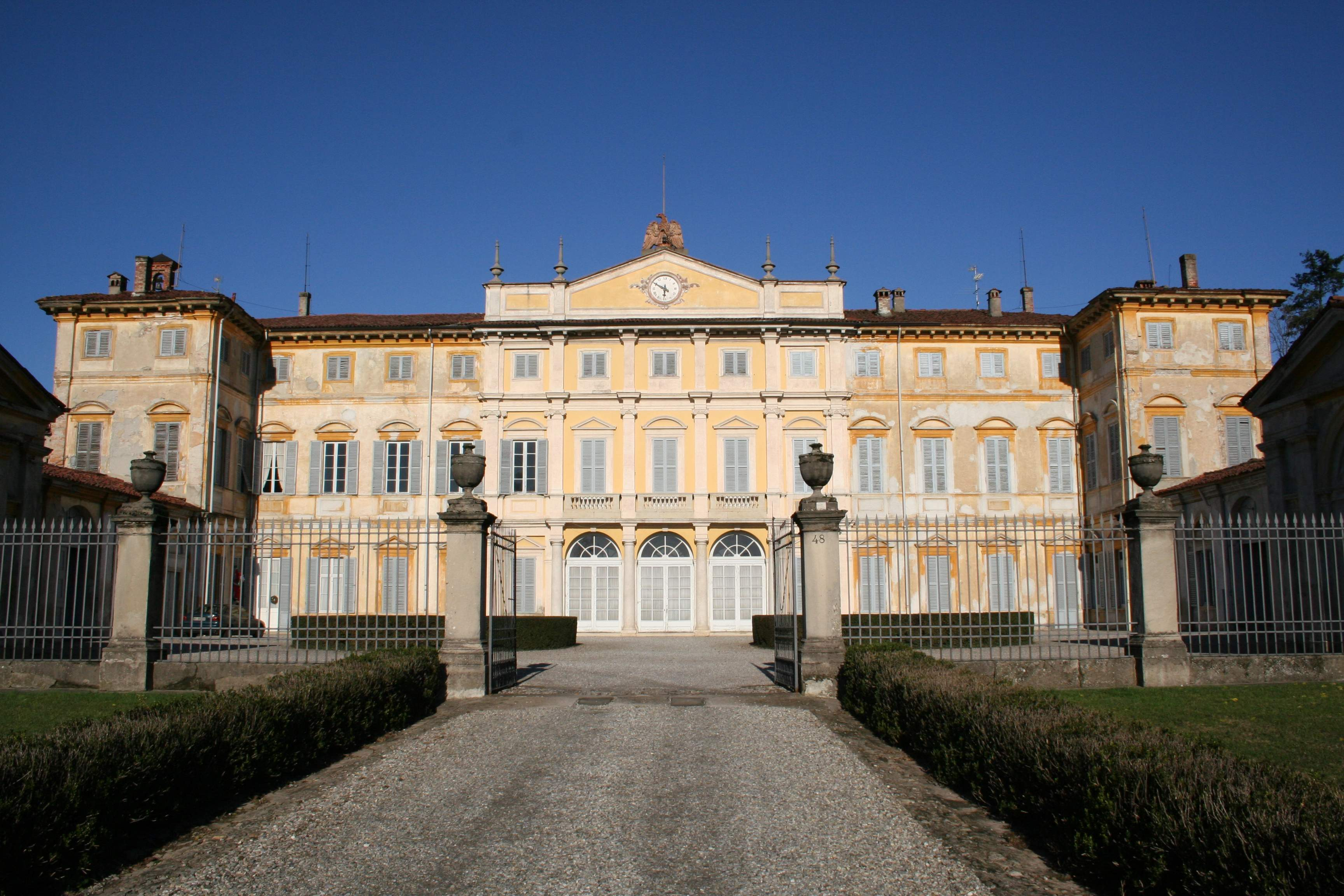
Villa Mapelli Mozzi a Locate

La breve distanza dal capoluogo ha fatto sì che Ponte San Pietro diventasse punto di transito e zona di mercato per il commercio per tutta l'isola.
Molte aziende hanno scelto quindi di insediarsi in Ponte San Pietro sin dai primi anni del Novecento. In particolare, anche se non in attività, la Legler, stabilimento industriale manifatturiero tessile che copre parecchi chilometri quadrati di superficie del paese, e che ha permesso, soprattutto nel dopoguerra, di fornire lavoro e benessere alla popolazione del luogo. Parte del complesso ex Legler è stato venduto ad Aruba e a ottobre del 2017 è stato inaugurato il Global Cloud Data Center a Ponte San Pietro (BG), terzo data center del gruppo in Italia.
Altre industrie che hanno reso vitale il paese sono state le industrie aeronautiche nella prima e seconda guerra mondiale, tra le quali la Cantieri Aeronautici Bergamaschi (CAB) del gruppo (Carlos Alessandro Mapelli Mozzi Parodi) Caproni (trasformate in quartieri residenziali), industrie metallurgiche e produzione di lavatrici ed elettrodomestici in genere.
A differenza di altri paesi limitrofi, gli abitanti di Ponte San Pietro non potevano permettersi di vivere di agricoltura: il paese, nato in un avvallamento naturale del fiume Brembo, non permetteva di avere grossi appezzamenti di terreno a uso agricolo. Pertanto il paese ha cambiato sin dalla seconda guerra mondiale trasformando i pochi campi coltivati in aree commerciali e residenziali, grazie e soprattutto ai servizi forniti dal capoluogo (mobilità con treni e autobus, servizi ospedalieri e sanitari, svariati uffici pubblici).

L'economia del paese si basa prevalentemente sul commercio e sulla produzione tessile e metallurgica. Dal 2017 Ponte San Pietro è diventato sede del campus principale di Aruba, colosso italiano di servizi internet.

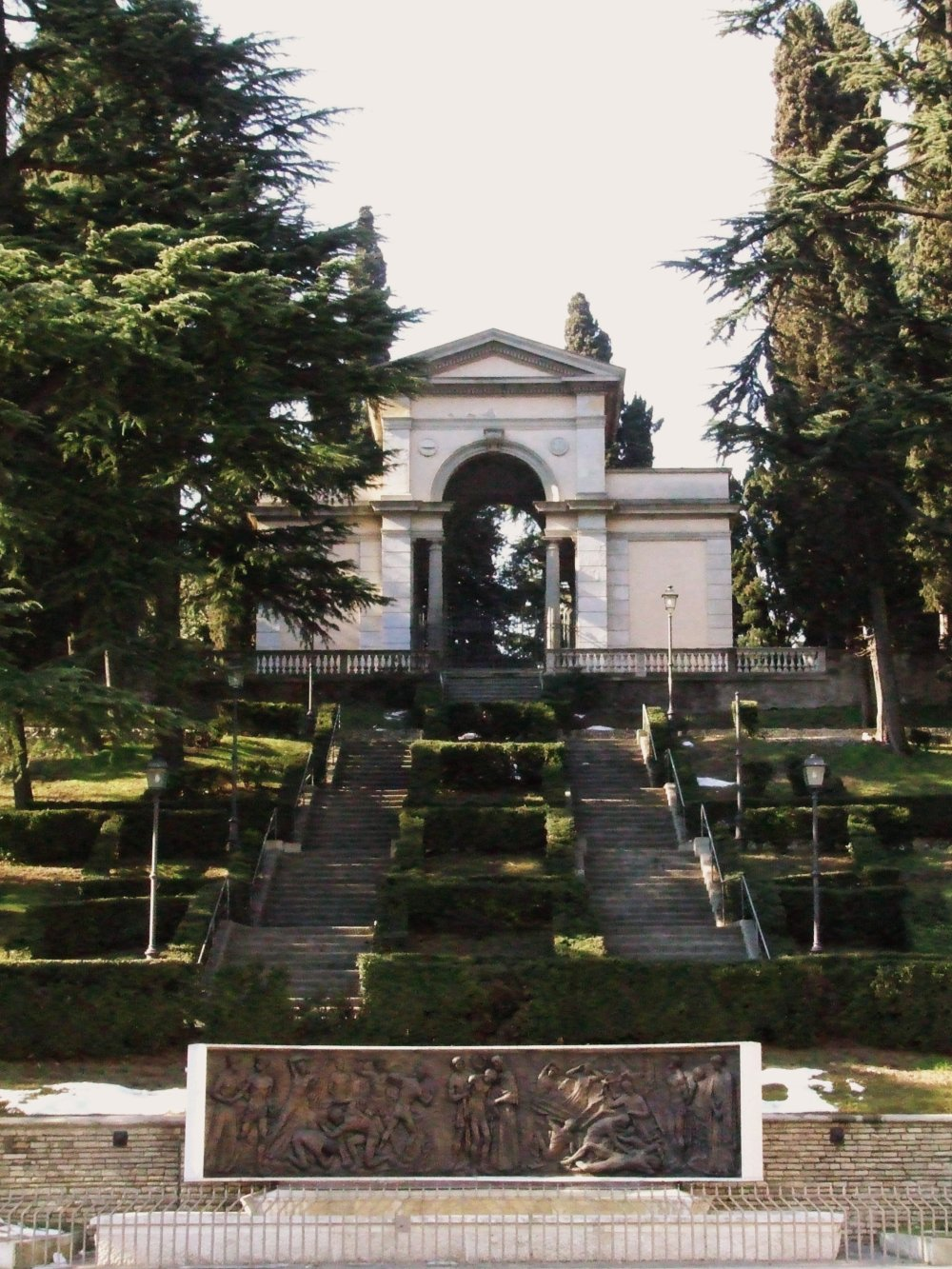
Famedio ai caduti di Ponte San Pietro

## Infrastrutture e trasporti
Ponte San Pietro è situato lungo la SS 342, nota come "Briantea" che collega la città di Bergamo con Como.
La stazione di Ponte San Pietro, situata alla congiunzione delle linee Lecco-Brescia e Seregno-Bergamo, è servita da treni regionali operati da Trenord nell'ambito del contratto di servizio stipulato con la Regione Lombardia.
Il trasporto pubblico urbano e suburbano è garantito da un'autolinea esercita da (ATB) che ricalca il percorso della precedente tranvia, parte della rete urbana di Bergamo, attivata nel 1925 e rimasta in esercizio fino al 1958.

## Amministrazione
| Periodo        | Periodo        | Primo cittadino         | Partito                                                                                               | Carica  | Note |
| -------------- | -------------- | ----------------------- | --- | ------- | ---- |
| 14 maggio 2001 | 29 maggio 2006 | Leonida Pozzi           | Casa delle Libertà                                                                                    | Sindaco |      |
| 30 maggio 2006 | 15 maggio 2011 | Giuliana Reduzzi        | Dalla parte del cittadino (lista civica di centrosinistra)                                            | Sindaco |      |
| 16 maggio 2011 | 5 giugno 2016  | Valerio Achille Baraldi | Lega Nord                                                                                             | Sindaco |      |
| 6 giugno 2016  | 3 ottobre 2021 | Marzio Zirafa           | Lista Marzio Zirafa Sindaco (Lega Nord, Forza Italia, Fratelli d'Italia, Cittadini con Marzio Zirafa) | Sindaco |      |
| 4 ottobre 2021 | presente       | Matteo Macoli           | Lista Matteo Macoli Sindaco (Lega, Forza Italia, Fratelli d'Italia, Civici Popolari)                  | Sindaco |      |

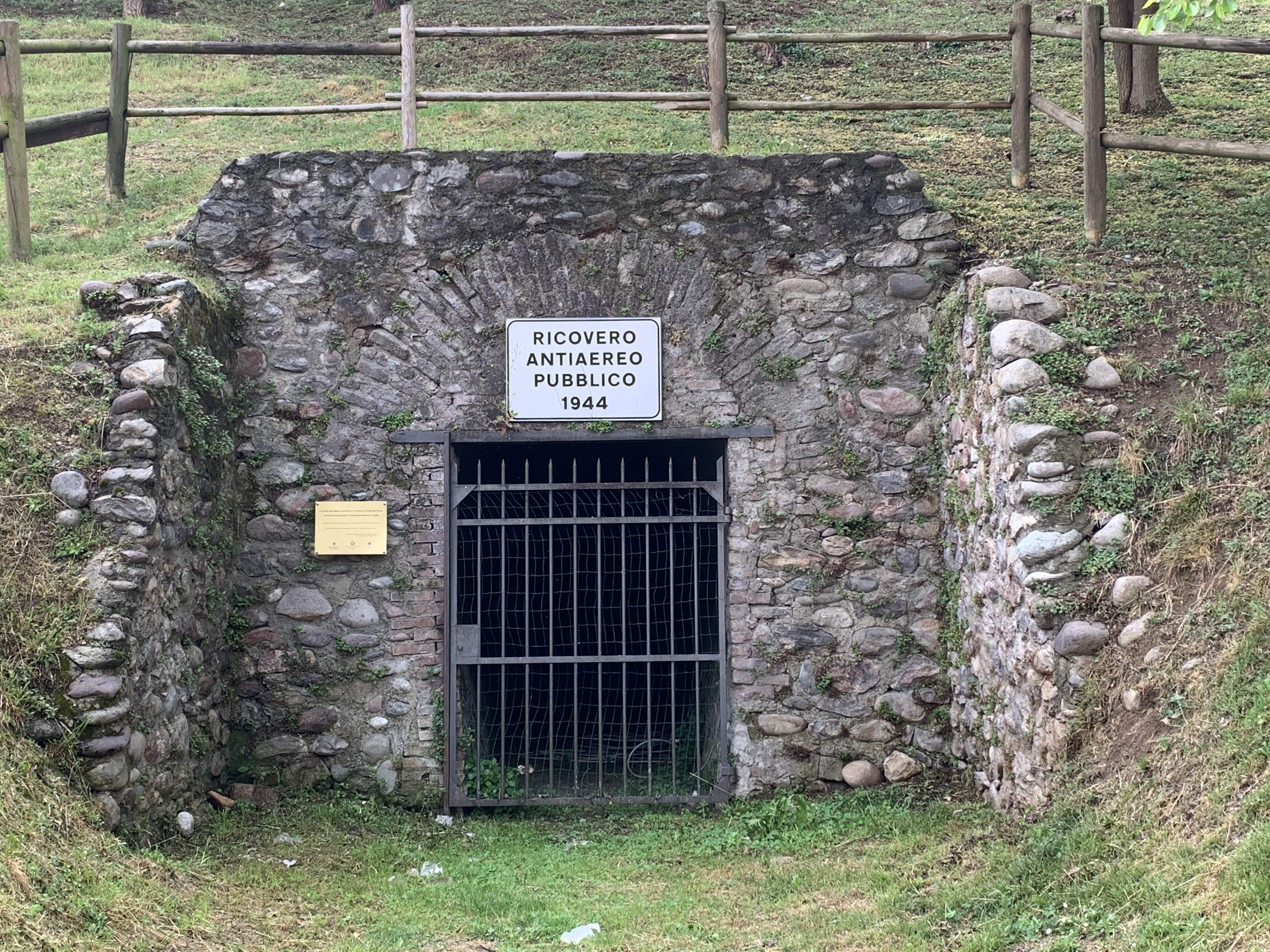
Il ricovero antiaereo di piazza della Libertà visto dall'esterno

## Sport
Ha sede nel comune la società di calcio Associazione Calcio Ponte San Pietro, che è stata più volte partecipante della Serie D. La squadra disputa le partite interne allo Stadio Matteo Legler, situato nel territorio comunale.